# Igreja de São Lourenço (Vantaa)
Igreja de São Lourenço, ou Igreja Paroquial de Helsinque (em finlandês:  Vantaan Pyhän Laurin kirkko; em sueco:  Helsinge kyrka S:t Lars), é uma igreja medieval de pedra em Vantaa, Finlândia. É o edifício mais antigo da região metropolitana de Helsinque e a igreja principal da paróquia de Tikkurila, uma paróquia luterana de língua sueca de Vantaa. A igreja e seus arredores fazem parte do bairro da igreja paroquial de Helsinque (Helsingin pitäjän kirkonkylä), cujo ambiente histórico é o mais bem preservado do sul da Finlândia.
A igreja de São Lourenço foi construída em meados do século XV. O edifício, com exceção das paredes de pedra, foi destruído por um incêndio em 7 de maio de 1893, após o qual, a igreja foi restaurada das ruínas de acordo com os ideais de estilo da época, ou seja, o neogótico. A reconstrução, ou, como o assunto foi tratado na época, sua restauração, pertence ao contexto cultural do final do século XIX, onde as atitudes em relação à arquitetura medieval haviam se tornado apreciativas. Em 1883, um decreto sobre a proteção e preservação de monumentos antigos entrou em vigor no país.

## História

### Construção
A paróquia de Helsinque é uma das paróquias medievais na costa de Uusimaa e foi fundada no final do século XIV. O centro da paróquia era a vila da igreja paroquial de Helsinque, localizada em um ponto propício ao tráfego, na junção dos rios Vantaa e Kerava, ao longo da Rota Real (Kuninkaantie), uma antiga rota postal de Bergen, na Noruega, na costa atlântica, via Oslo e Estocolmo, passando pelo sul da Finlândia até São Petersburgo. A primeira menção documental de uma igreja de madeira na vila data de 1401. A igreja foi dedicada a São Lourenço, que sofreu o martírio em Roma em 258.
Diferentes interpretações foram feitas sobre a idade exata da atual igreja de pedra. Sua construção levou muito tempo na década de 1490. O mais antigo documento sobrevivente da igreja de pedra, uma doação testamentária dada à igreja pelo conselheiro Gregers Matinpoja, é datado de 1494. Com base nesse documento, o 500.º aniversário da igreja foi comemorado em 1994. No entanto, em uma pesquisa para sua dissertação, o pesquisador Markus Hiekkanen estimou que a igreja era meio século mais antiga, até meados do século XV. Seu tempo é baseado em estudos dendrocronológicos de outras igrejas pelo mesmo construtor de igrejas, o chamado Mestre de Pernå. Anteriormente, acreditava-se que o bispo Magno Nicolau em Turku tivesse consagrado a igreja, porém com base no tempo de Hiekkanen, a igreja foi consagrada por seu antecessor, Konrad Bitz.

### Primeiros séculos da Idade Moderna
A igreja de São Lourenço serviu à antiga paróquia de Helsinque, que no final da Idade Média incluía as áreas dos atuais municípios de Helsinque e Vantaa, além de partes de Tuusula, Nurmijärvi e Espoo. Na parte sul da paróquia falava-se sueco e na parte norte finlandês. No início da Idade Moderna, o antigo domínio da paróquia de Helsinque começou a ser minado pela paróquia da cidade de Helsinque fundada em 1550 na foz do rio Vantaa e movida para sua localização atual em Vironniemi na década de 1640. Durante o reinado da rainha Cristina, a paróquia de Helsinque foi consideravelmente reduzida: suas partes mais a oeste foram transferidas para Espoo na década de 1630, e suas partes do norte, de língua finlandesa, foram anexadas na década de 1650 pelas novas paróquias de Nurmijärvi e Tuusula.
Em 1652, a paróquia de Helsinque foi fundida com a paróquia da cidade de Helsinque. Isso significa que a paróquia perdeu sua independência administrativa e seu próprio pastor. O pastor da cidade de Helsinque trabalhava como pastor da paróquia de Helsinque. Após a fusão, a igreja de São Lourenço deteriorou-se bastante. As más condições da igreja foram apontadas repetidamente durante as inspeções do bispo, e em 1729 foi realizada uma arrecadação em toda a diocese de Porvoo para restaurá-la. A ocupação russa da Finlândia durante a Grande Guerra do Norte (1700-1721) e a Guerra russo-sueca (1741-1743) contribuíram para a decadência da igreja, mas não causaram tanto dano quanto causaram a muitas igrejas próximas. Na época da Grande Guerra do Norte, o pastor fugiu para a Suécia levando consigo objetos de valor. Foi acusado de peculato, mas morreu antes da sentença.
A paróquia da cidade de Helsinque foi separada da paróquia de Helsinque em 1865, e recebeu o primeiro pastor em mais de duzentos anos. Um sistema de aquecimento central foi instalado na igreja, concluído no outono de 1874. Foi projetado pelo engenheiro norueguês Endre Lekve. O hidrante da igreja foi considerado muito pequeno em 1891, e a igreja foi intimada a pesquisar o preço de um novo sistema de proteção de incêndio cujo jato d'água chegasse à cumeeira do telhado.

### Incêndio de 1893

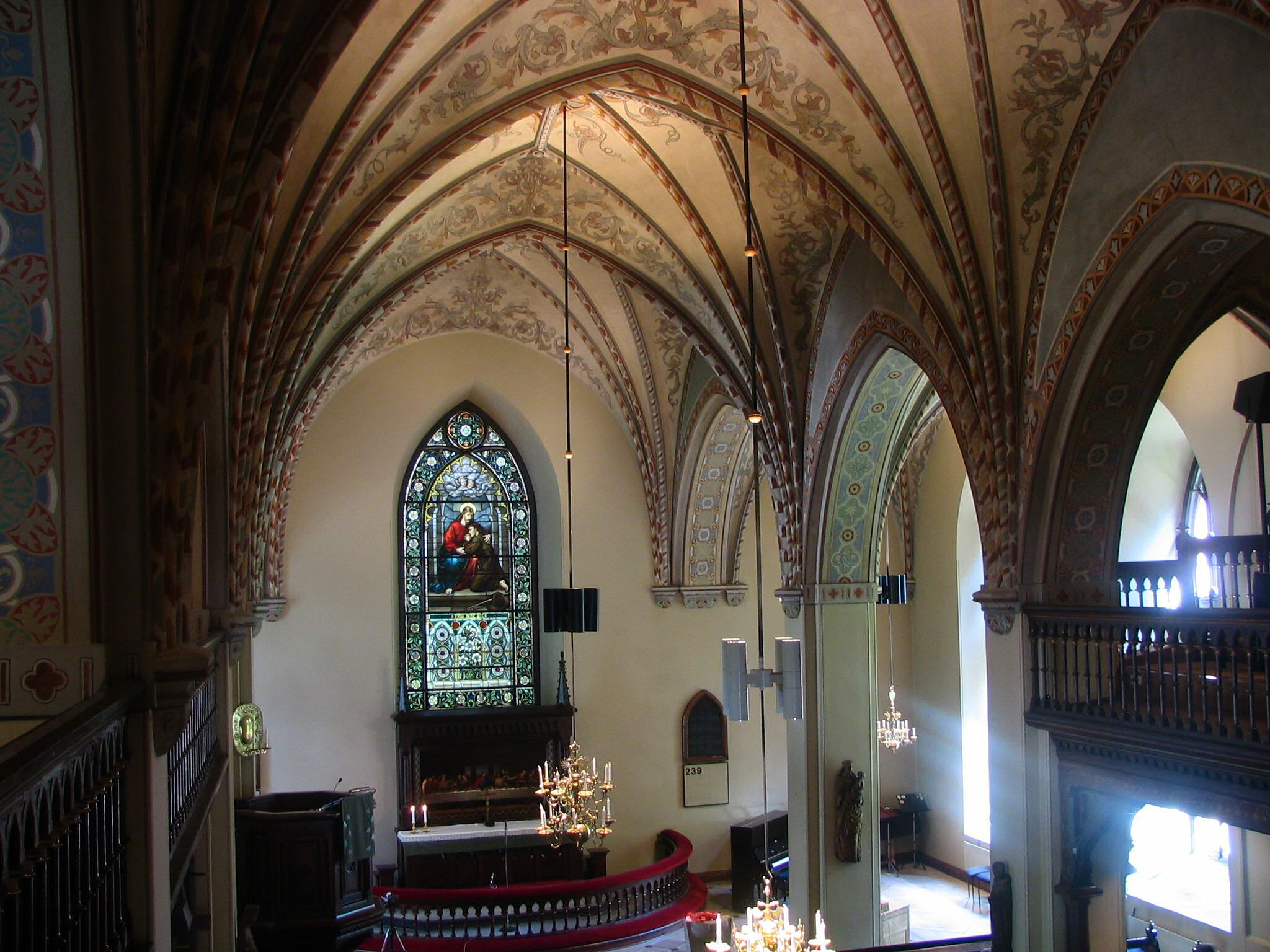
Interior da igreja

Em maio de 1893, pouco antes do início do culto dominical, um incêndio eclodiu na igreja, aparentemente originário dos aparelhos de aquecimento. O fogo destruiu todas as estruturas de madeira da igreja, restando apenas as paredes e as abóbadas de pedra. As reformas foram projetadas pelo arquiteto mais famoso de sua época, Theodor Höijer, junto com alguns dos especialistas mais destacados, e mudaram significativamente a aparência da igreja. Ampliar as janelas significava tornar a escura igreja medieval mais iluminada e espaçosa. O interior do salão foi reconstruído no estilo neogótico do final do século XIX. A igreja restaurada foi rededicada em seu 400.º aniversário em 1894.
As ações em relação à reconstrução de igrejas medievais sofreram uma mudança radical em algumas décadas, e o arquiteto, professor Armas Lindgren, fez uma declaração contundente sobre a restauração na década de 1920, na qual elogiou apenas seu desempenho técnico. A pintura foi feita de acordo com os planos de Lindgren, o sistema de aquecimento foi renovado e em 1934 a eletricidade chegou à igreja. Reparos mais extensos foram feitos novamente na década de 1970 e, na preparação para o seu 500.º aniversário, foram feitos alguns reparos no interior e nos móveis.
Em 2014, a igreja passou por extensas reformas, que continuaram até 2017. Um sistema de ventilação foi construído, o órgão foi reparado, os bancos foram removidos do coro para propiciar um espaço adicional, a grade do altar foi renovada, a sacristia, o pórtico e a entrada oeste foram renovados. Em frente à entrada, pisos e calhas foram colocados. O isolamento térmico também foi aprimorado, as infiltrações da chuva no teto reparadas. Foram gastos 2,5 milhões de euros na renovação.

## Igreja de madeira finlandesa

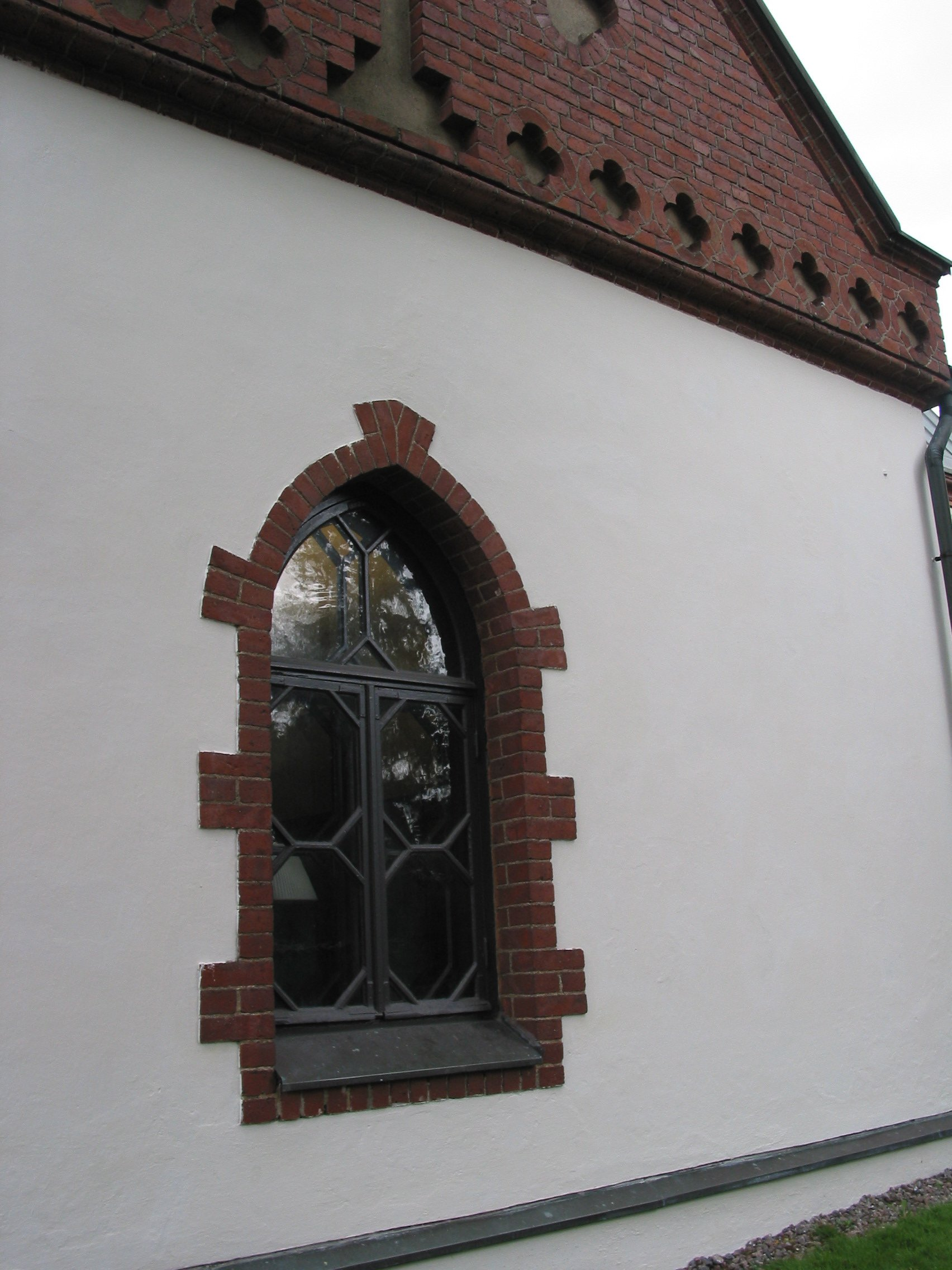
Janela da sacristia

Na paróquia da cidade de Helsinque, assim como em outras paróquias de língua sueca na costa de Uusimaa, os serviços religiosos eram realizados em sueco. No século XVII, no entanto, a população de língua finlandesa aumentou na costa de Uusimaa, o que levou a demandas por serviços de língua finlandesa. Como as pessoas de língua sueca e de língua finlandesa queriam realizar seus cultos no mesmos dias e horários, o problema foi resolvido em várias paróquias através da construção de uma igreja finlandesa separada ao lado da igreja principal. Esses edifícios eram de madeira e modestos; o único que sobrevive até hoje está relacionado à Catedral de Porvoo.
A igreja de madeira finlandesa construída em conexão com a igreja de São Lourenço é mencionada pela primeira vez em documentos da década de 1660. Estava localizada no lado oeste da igreja de pedra, fora do então cemitério da igreja. Na década de 1740, uma nova igreja octogonal de madeira foi construída para substituir a igreja que havia caído em desuso. Em estilo, aparentemente parecia com a igreja de Östersundom, construída no mesmo período.
Em 1815, a igreja de madeira estava em ruínas e precisava de reparos urgentes. No entanto, a maioria da paróquia se opôs a isso porque o número da população de língua finlandesa havia caído tanto que não era considerado razoável manter uma igreja separada. Os serviços em língua finlandesa foram transferidos para a igreja de pedra, onde eram realizados nas manhãs de domingo, antes dos de língua sueca. A igreja de madeira foi vendida em leilão e demolida em 1818.

## Edifício

### Visão geral

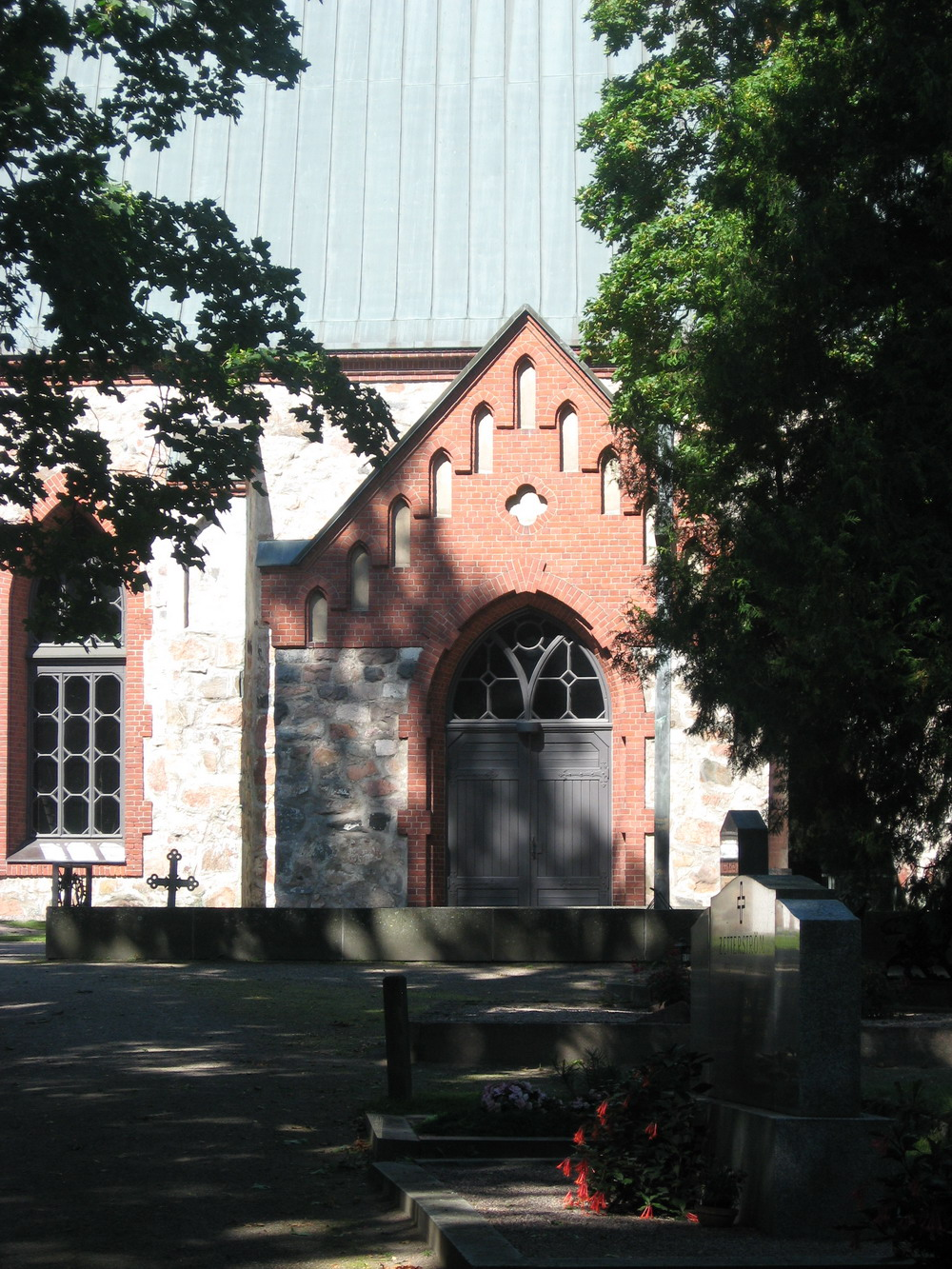
Decoração externa do pórtico

A igreja de São Lourenço é semelhante em aparência e proporções a outras igrejas medievais de pedra do leste de Uusimaa: Catedral de Porvoo, Igreja Velha de Sipoo, Igreja de Pyhtää e Igreja de Pernaja. Com base nas semelhanças, o chamado Mestre de Pernå, um construtor desconhecido, aparentemente alemão, foi considerado o projetista de todas essas igrejas. No entanto, a aparência da igreja de São Lourenço sofreu mudanças significativas na reconstrução após o incêndio de 1893. O estilo arquitetônico atual da igreja é uma mistura de medieval com neogótico da década de 1890.
A igreja tem 27,6 m de comprimento por 17,4 m de largura. Ocupa uma área de 600 metros quadrados. À maneira cristã antiga, o edifício da igreja fica no sentido leste-oeste. O altar se encontra no extremo leste, de frente para o nascer do sol significando o renascimento. As paredes externas de pedra eram originalmente caiadas de branco, mas a superfície não era mais uniforme antes do incêndio, e as paredes foram deixadas nuas durante o reparo.
No extremo oeste da igreja fica o vestíbulo, no sul o pórtico e no norte a sacristia; a aparência atual desse edifício com suas extremidades decoradas em tijolo vermelho foi projetada por Theodor Höijer. As janelas foram ampliadas na primeira metade dos reparos em 1800, e o arranjo atual é derivado do plano de Höijer, onde as janelas originais assimétricas e de diferentes tamanhos foram alteradas para arcos cônicos, compatíveis com o estilo neogótico. O salão da igreja tem uma janela alta no extremo oeste, que foi criada combinando uma antiga janela baixa e uma escotilha do sótão, no extremo leste tem uma janela no coro, três no lado sul e quatro no lado norte.

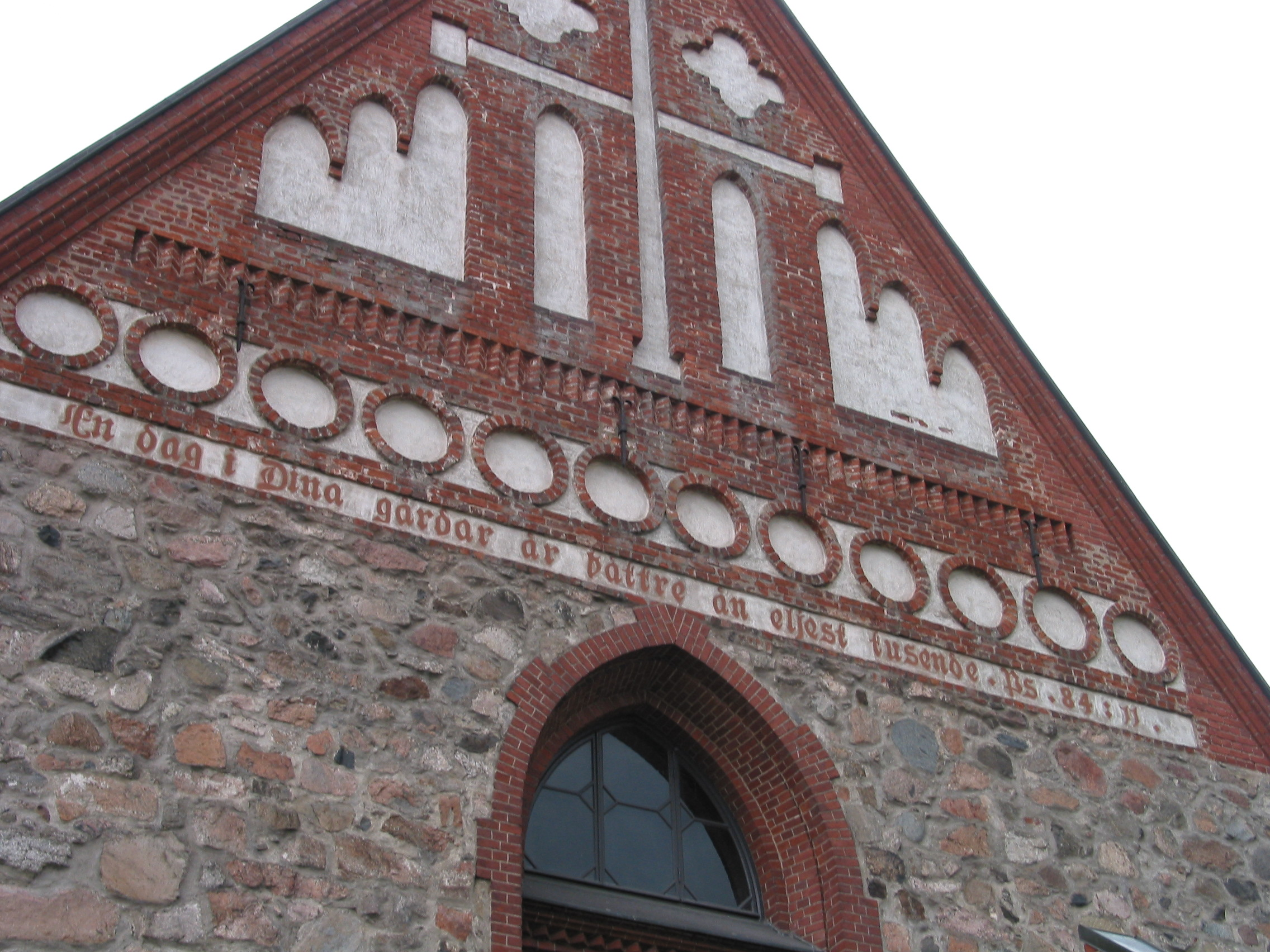
No triângulo final da igreja há um texto em sueco: Melhor é um dia nos teus átrios
do que mil noutro lugar Salmo 84:10

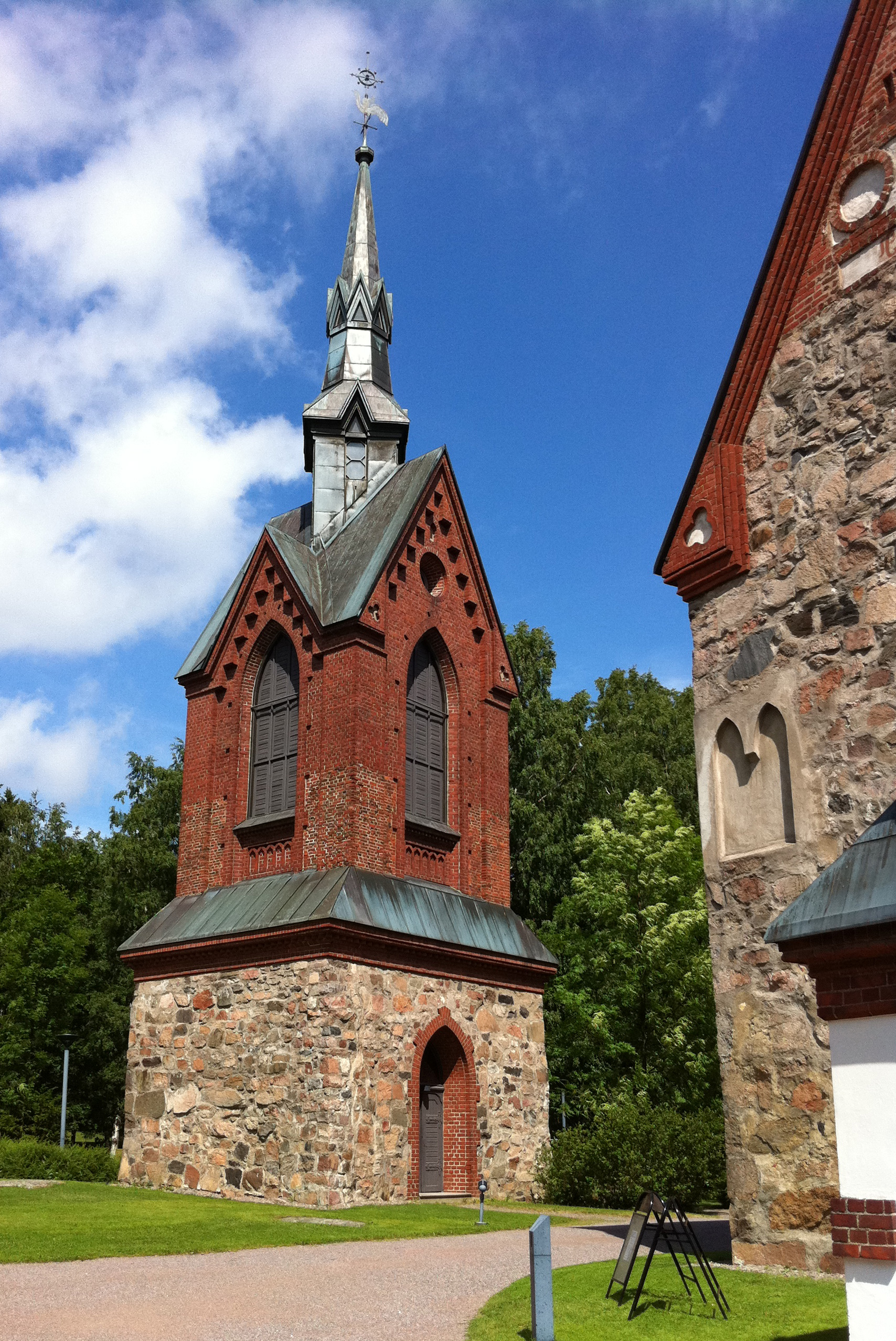
O campanário mostra o limite entre a antiga e a nova alvenaria

Uma característica típica da arquitetura da igreja medieval são as extremidades altas decoradas com tijolos. Os padrões decorativos de tijolo vermelho que cobrem o topo do extremo oeste ainda estão em sua forma original; os padrões são recessos cercados por estofados de tijolo com fundos caiados de branco. No centro da extremidade, há uma grande cruz com dois padrões quadrangulares acima e uma fileira de arcos cônicos abaixo. No fundo, há uma fileira de padrões circulares e, abaixo deles, um amplo recorte decorativo com uma frase bíblica em sueco En dag i Dina gårdar är bättre än eljest tusende. Ps. 84:11 (Melhor é um dia nos teus átrios do que mil noutro lugar). A inscrição foi colocada na parede durante o trabalho de reparo e foi escolhida pelo então pastor da paróquia, o conde J. J. Fogelberg. O extremo leste, originalmente adornado com apenas um padrão em cruz simples, foi demolido e completamente reconstruído na década de 1890; a razão disso foi a inclinação do frontão, que já era uma preocupação antes mesmo do incêndio. Hoje, o extremo leste é decorado com padrões decorativos projetados por Theodor Höijer, imitando o padrão medieval.
A igreja tinha um telhado de telha revestida com alcatrão antes do incêndio. Durante os reparos, um telhado de chapa metálica foi instalado.

### Campanário
O campanário, antes do incêndio de 1893, tinha três andares em forma de cubo: a camada mais baixa de pedra do século XVII, que havia sido completamente restaurada em 1787, o mezanino de tijolos construído na década de 1850 e a sala dos sinos de madeira. O relógio foi adquirido em 1628 e um novo em 1797, quando a reforma da igreja foi concluída. Dois relógios fabricados em Estocolmo por Johan A. Beckman & Co. foram comprados para substituir os destruídos no incêndio de 1893. Novamente em 1974, no final das reformas, um novo relógio foi comprado para a igreja e depois eles foram eletrificados. O campanário era coberto por um teto dobrável de quatro folhas de estanho, cujo pico cônico terminava transversalmente. A camada superior foi destruída pelo fogo e, na reforma, a camada intermediária de tijolo vermelho foi dobrada e convertida em neogótica. O campanário possui escotilhas altas e cônicas que dão quatro direções e são cobertas com extremidades decorativas. Ele culmina em uma pequena torre com um cata-vento em forma de galo na extremidade.

## A nave

### Interior antes de 1893

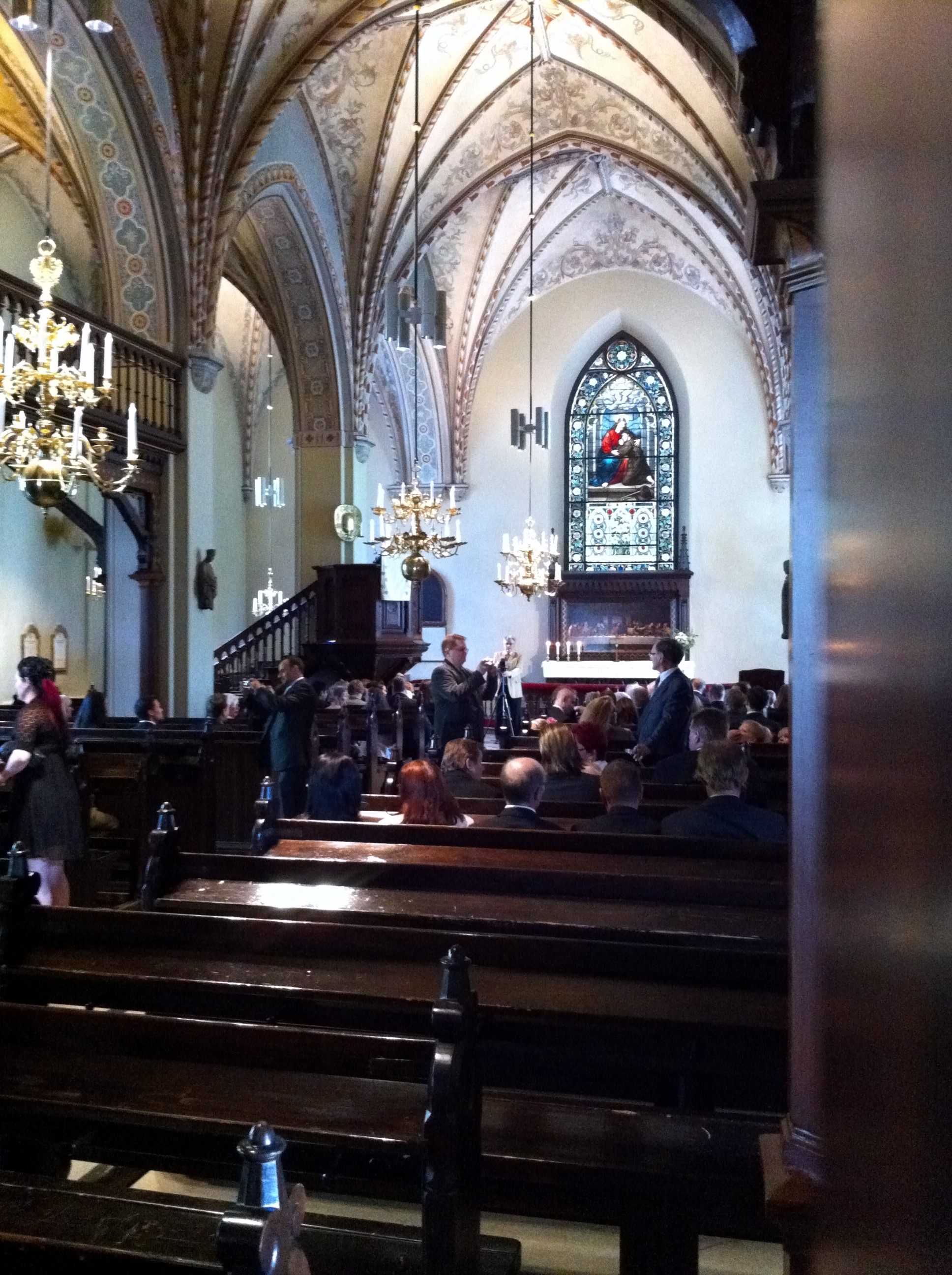
Interior da igreja de São Lourenço (2011)

Antes do incêndio de 1893, a nave da igreja estava na forma que havia recebido ao longo dos séculos em decorrência de várias alterações. As paredes e abóbadas, originalmente decoradas com pinturas medievais, foram caiadas de branco no século XVIII. Durante as principais alterações nas décadas de 1810 e 1820, foram construídas varandas no salão da igreja para aliviar a falta de espaço, ao mesmo tempo em que os bancos e o altar foram reformados e as aberturas das janelas medievais aumentadas. As janelas com molduras de madeira tinham painéis de vidro transparentes, com exceção da janela do coro acima do altar, que era adornada com uma pintura em vitral que representava a crucificação de Jesus datada do século XVIII.
A nave foi decorada com numerosas doações feitas pelos proprietários da paróquia de Helsinque. O púlpito barroco havia sido doado à igreja em 1649 por Barbara von Höpke em memória de seu falecido marido, o senhor da mansão de Björnvik, e Jürgen von Bönhardt, um cortesão. Dos dois grandes lustres de latão, o mais antigo foi doado em 1651 pelo proprietário da mansão Westerkulla, major Heinrich Johan Wunsch, e o mais novo, em 1744, pelo proprietário da mansão Puotila, o comerciante Georg Wilhelm Clayhills. O primeiro retábulo pintado, uma cópia da Última Ceia de Leonardo da Vinci, foi doado à igreja em 1857 pelo proprietário da mansão Herttoniemi, governador Johan Abraham Stjernschantz. O púlpito foi destruído pelo fogo, mas os lustres e o retábulo foram resgatados e devolvidos à igreja após a restauração.
Oito esculturas medievais de madeira do interior da igreja foram preservadas antes do incêndio. Elas foram removidas da nave durante a Reforma Protestante e mantidas no sótão do pórtico. O estudioso medieval Reinhold Hausen avaliou as esculturas em 1876. Na sua opinião, a mais valiosa delas, uma escultura de madeira de Lübeck, por volta de 1500, representando Jó, foi doada ao Museu Nacional da Finlândia. Das restantes esculturas, quatro, Cristo e Santa Ana e dois crucifixos, foram destruídos no incêndio. As três esculturas sobreviventes, uma santa desconhecida de meados do século XV, a Virgem Maria e São Domingos de 1500, estão agora em exibição na nave da igreja.
O fogo expôs as pinturas nas abóbadas da igreja que haviam sido cobertas com tinta de cal após a Reforma Protestante. No entanto, as imagens não puderam ser salvas, pois o calor do fogo havia tornado o reboco quebradiço, de modo que elas precisavam ser rebocados e repintados. Por ordem da Comissão Arqueológica, sob a direção do historiador de arte Emil Nervander, foram feitas cópias das pinturas, que são mantidas no Conselho Nacional de Antiguidades, e novas pinturas decorativas foram concebidas parcialmente com base nelas. A idade exata das pinturas não foi determinada. Elas consistiam em motivos humanos e animais, bem como padrões decorativos implementados nos chamados estilo primitivo, e não receberam muito valor pelos contemporâneos. Em sua declaração final, Nervander afirmou que as pinturas não tinham grande valor artístico. De acordo com muitos especialistas, o método de Nervander arruinou importantes igrejas finlandesas.

### Interior de Theodor Höijer

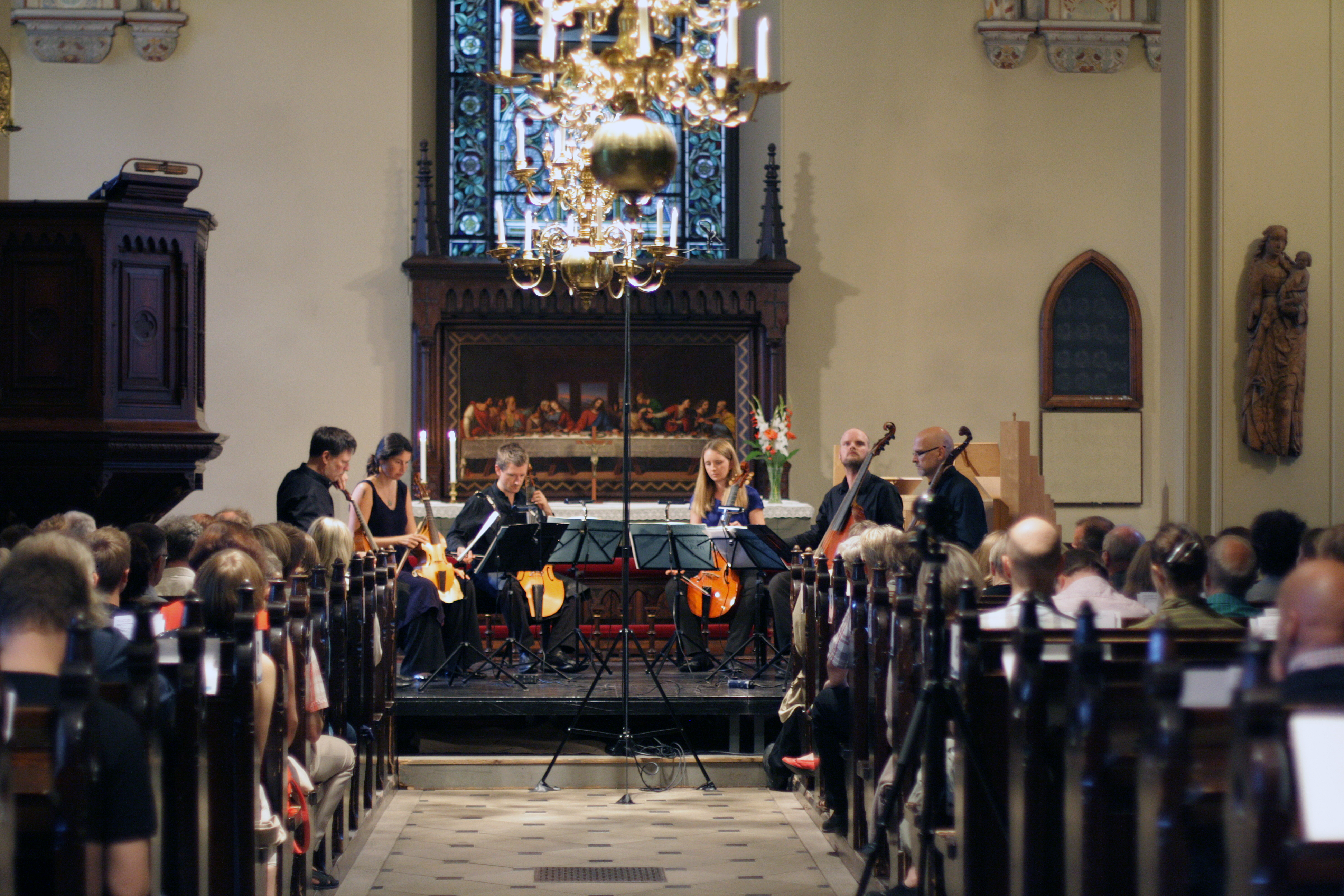
O conjunto Phantasm em apresentação no Festival BRQ Vantaa de 2013.

A nave da igreja, que comporta cerca de 500 pessoas, tem uma aparência geral sombria. Suas paredes e pilares de pedra são pintados de amarelo, enquanto que os bancos, arquibancadas e outros interiores de madeira são de cor marrom escuro. As abóbodas são cobertas com pinturas decorativas góticas estilizadas, inspiradas nas pinturas da Catedral de Notre-Dame de Paris.
A grande janela atrás do altar tem um vitral que a cônsul Maria Ekman doou à igreja após o incêndio. Talvez seja uma pintura de origem alemã representando Jesus confortando um peregrino. Segundo a tradição, os anjos no vitral têm as características faciais dos primos jovens de Ekman. Abaixo da janela, fica a peça de altar, uma pintura não assinada que imita a Última Ceia de Leonardo da Vinci (1853). Robert Wilhelm Ekman é considerado seu autor mais provável. Além do retábulo, os artefatos salvos pelo fogo incluem dois lustres de latão, que são doações de senhores locais dos séculos XVII e XVIII. Castiçais e candelabros do altar salvos do incêndio são conhecidos por terem sido utilizados na década de 1950.
Paramentos foram guardados na igreja como doações e aquisições ao longo do século XX. Para as comemorações do 500.º aniversário da igreja, foram adquiridos conjuntos de roupagem cerimonial que cobrem todas as cores litúrgicas, desenhados pela artista têxtil Katri Haahti. A rica coroa nupcial data da década de 1930 e foi feita pelo joalheiro Aleksander E. Tillander.

### Órgão
O primeiro órgão foi recebido na igreja em 1853 e construído por Anders Thulé. A atual fachada do órgão é a mesma por trás da qual ele era operado por fole construído por Jens Zachariassen durante a reforma pós-incêndio. Dizem que soam muito pesados e ásperos e, nos últimos tempos, ouviram sons que não deveriam ter sido ouvidos. No início, eram 18 tubos, mas depois mais dois foram adicionadas, e foram eletrificados na década de 1930. O órgão atual de 37 tubos foi projetado por Enzio Forsblom e fabricado em 1976 pela fábrica de órgãos de Veikko Virtanen. Além da fachada, a caixa e alguns tubos são de órgãos anteriores.

## Cemitério

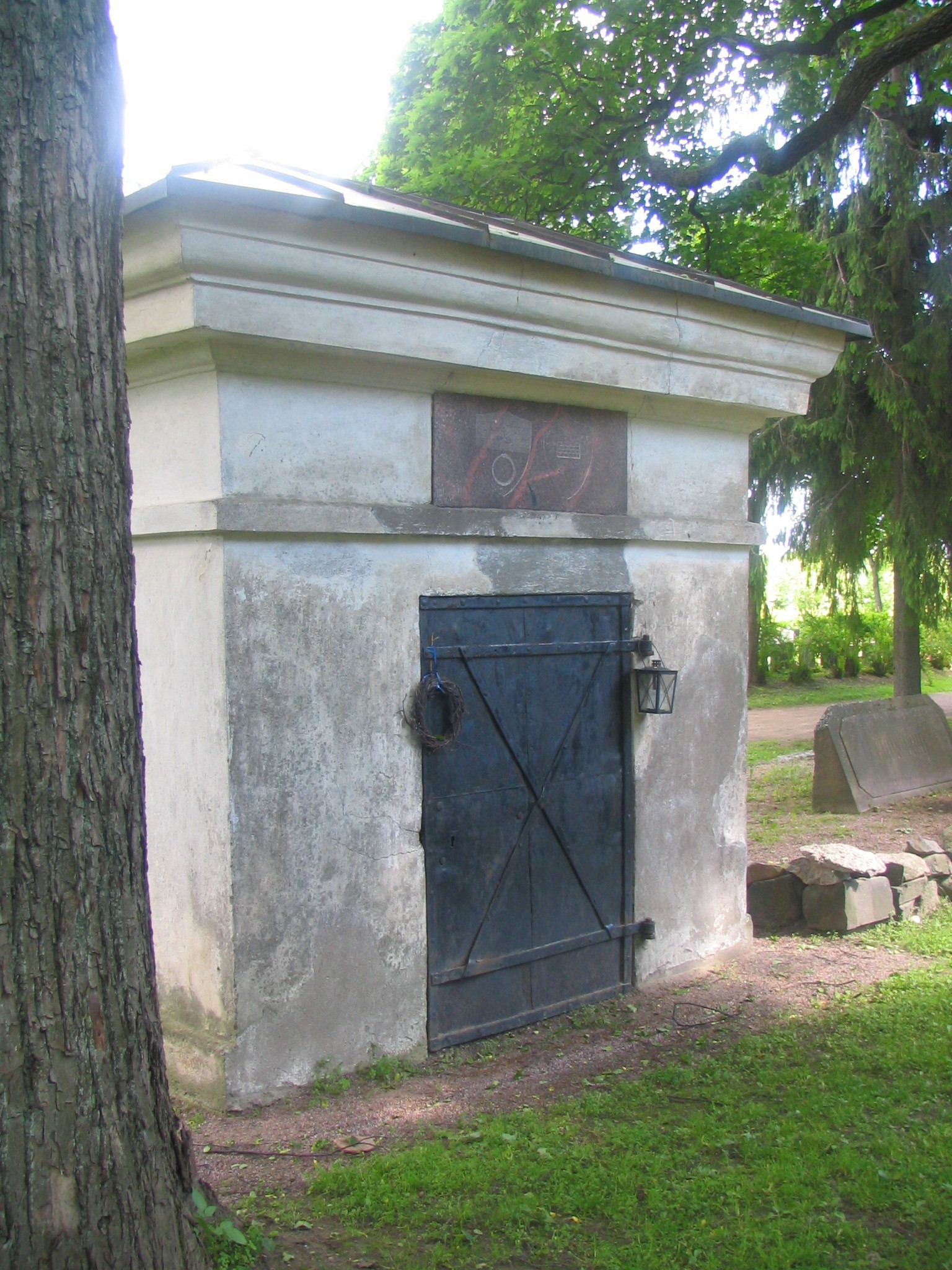
Túmulo de Carl Olof Cronstedt

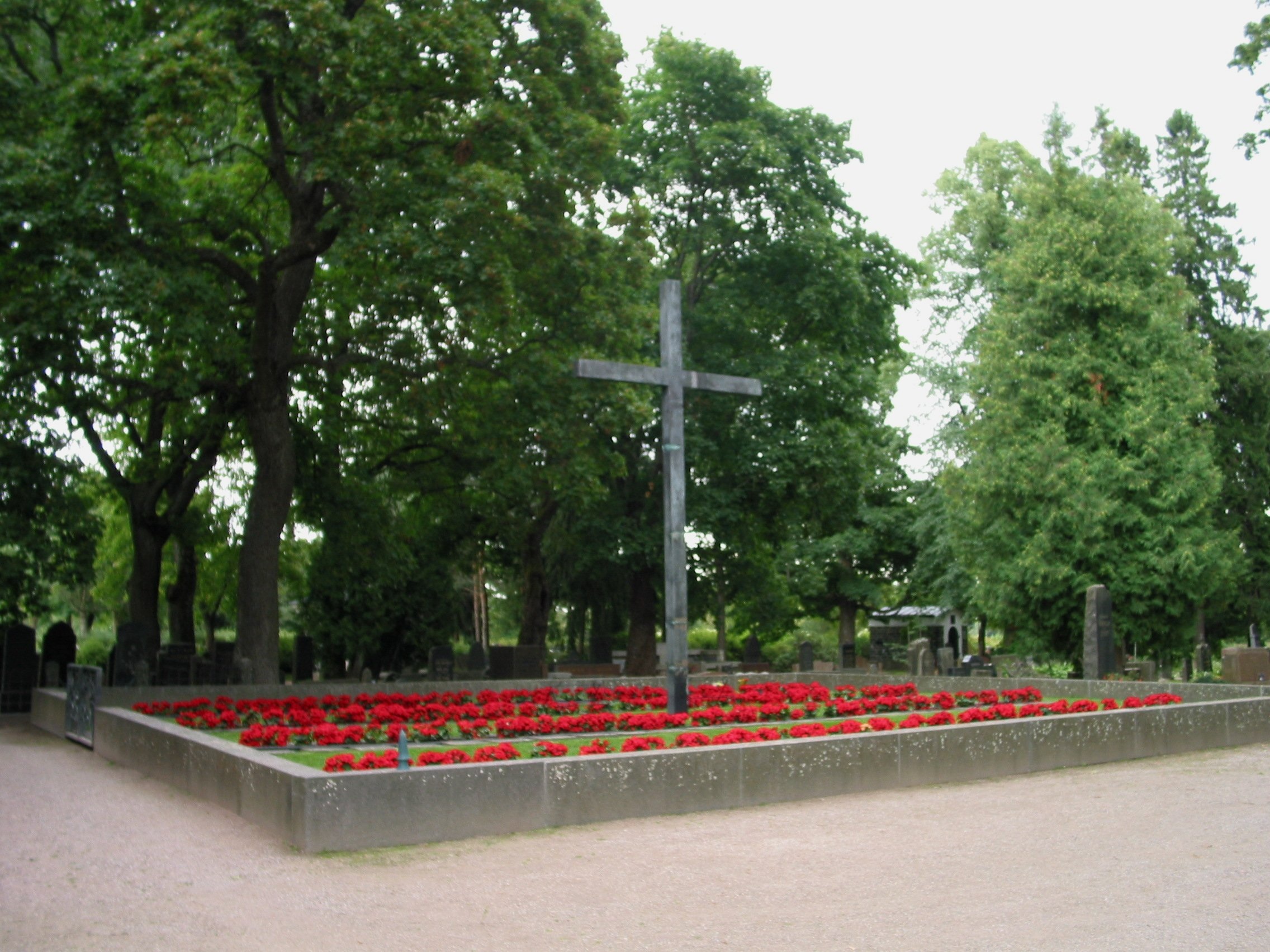
Cemitério dos Heróis, com uma cruz de bronze no centro

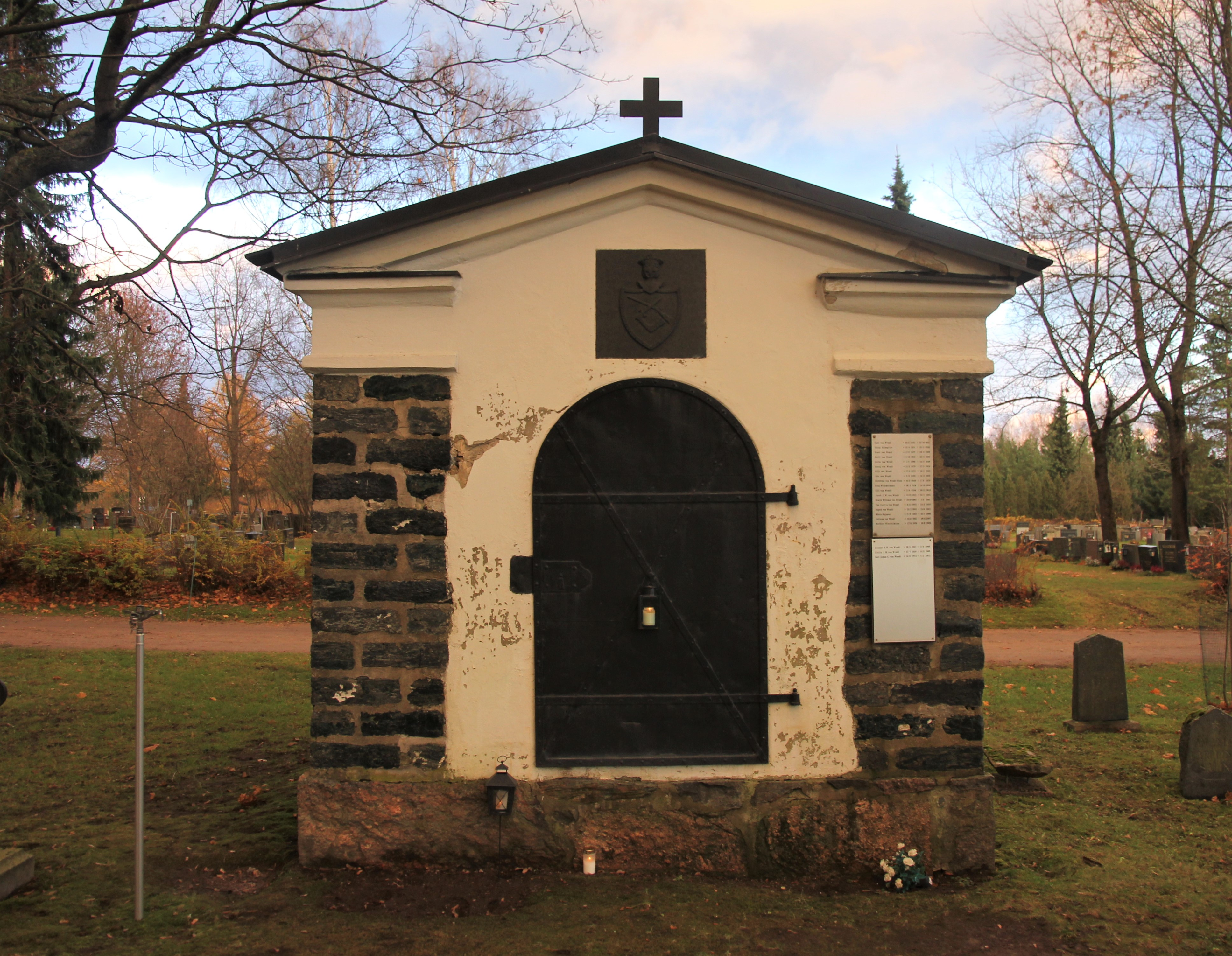
Túmulo-monumento da família von Wendt

O cemitério da igreja paroquial de Helsinque, que circunda a igreja de São Lourenço, é o principal cemitério das paróquias de Vantaa.
O cemitério permaneceu em sua extensão medieval até o final do século XVIII e abrangia apenas a área ao sul da igreja. Durante a inspeção de um bispo em 1793, o cemitério foi considerado pequeno, irregular e malcuidado, e foi ampliado. Desde então, a área tem sido regularmente expandida para atender às necessidades de uma população crescente. Em meados do século XIX, o cemitério foi transformado em um parque com corredores de areia e plantações de árvores. Hoje, abrange uma área de cerca de dez hectares. A parte mais antiga do cemitério fica no lado leste e sudeste da igreja, e sua lápide mais antiga sobrevivente pertence ao proprietário da mansão de Tuomarinkylä, o chefe de câmara de guerra Johannes Weckström (1753–1811).
Em 1887, o segundo cemitério da paróquia, o Cemitério de Ruskeasanta, foi inaugurado ao longo da então Hämeenlinnantie, quatro quilômetros ao norte da igreja de São Lourenço. No entanto, a maioria dos enterros de Vantaa foi realizada, no início dos anos 2000, no cemitério da paróquia de Helsinque, embora desde então também tenham sido criados cemitérios de urnas de cinzas em conexão com as igrejas de Hämeenkylä e de Korso. De acordo com a pesquisa do cemitério de 2015, as áreas verdes do cemitério da Igreja Paroquial de Helsinque deveriam ser compactadas para obter novos cemitérios. Foram feitos preparativos para a expansão do cemitério.
Os monumentos historicamente mais valiosos do cemitério são as capelas dos túmulos das famílias Cronstedt e von Wendt, construídas no início do século XIX. Elas originalmente se juntaram ao muro de pedra do cemitério, que mais tarde foi demolido à medida que a área se expandia. Na capela da família Cronstedt, repousam o herói da Batalha de Svensksund (1790) e o comandante da Fortaleza de Suomenlinna, o vice-almirante Carl Olof Cronstedt (1758-1820) e sua esposa, a condessa Beata Sofia Wrangel (1762-1840). Brasões de armas das famílias Cronstedt e Wrangel foram esculpidos em cima do portal das capelas. A capela da família von Wendt foi construída em 1848 pelo proprietário da Mansão do castelo, tenente-general Alexander Jakob von Wendt, e ainda é usada como sepultura familiar.
Ao lado dos mausoléus, há dois túmulos subterrâneos onde descansam os membros das famíkias Hisingers e Ullners, proprietários da mansão de Königstedt. O túmulo da família Ullner está decorado com uma escultura de pedra de um livro aberto. O túmulo da família Hisinger foi construído em 1826 por J. W. Hisinger, proprietário, senador e verdadeiro conselheiro da mansão Königstedt.
Em frente ao pórtico da igreja, há um cemitério dos restos mortais dos heróis, projetado pelo escultor Aimo Tukiainen e concluído em 1964, com uma cruz de bronze no centro. Os túmulos daqueles que caíram nas guerras de 1939 a 1945 são cercados por uma parede de granito cortada por dois portões de ferro fundido, e uma monumental cruz de bronze se ergue no centro da área.
Ao norte da igreja há um bosque memorial, onde as cinzas dos mortos são enterradas, foi fundado em 1982. Seu monumento foi projetado pela arquiteta Tuula Taponen. A leste, um memorial de pedra desenhado pelo escultor Arvo Siikamäki, dedicado aos mortos enterrados em outros lugares, concluído em 2001. Também, perto da igreja estão a lápide dos soldados alemães que caíram na Guerra Civil Finlandesa em Helsinque, em abril de 1918 e o memorial aos mortos na Carélia.

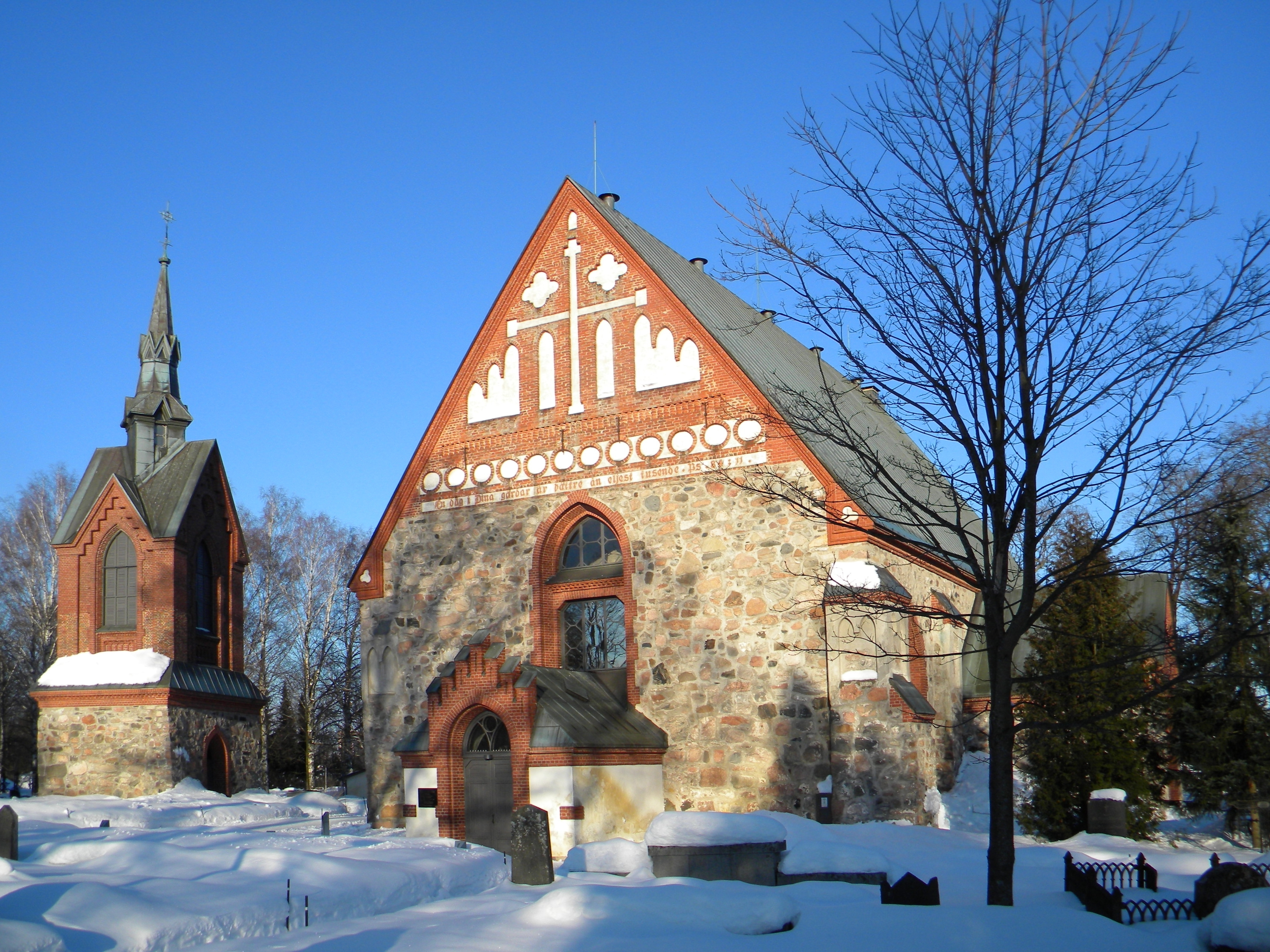
Igreja de São Lourenço em Vantaa no inverno
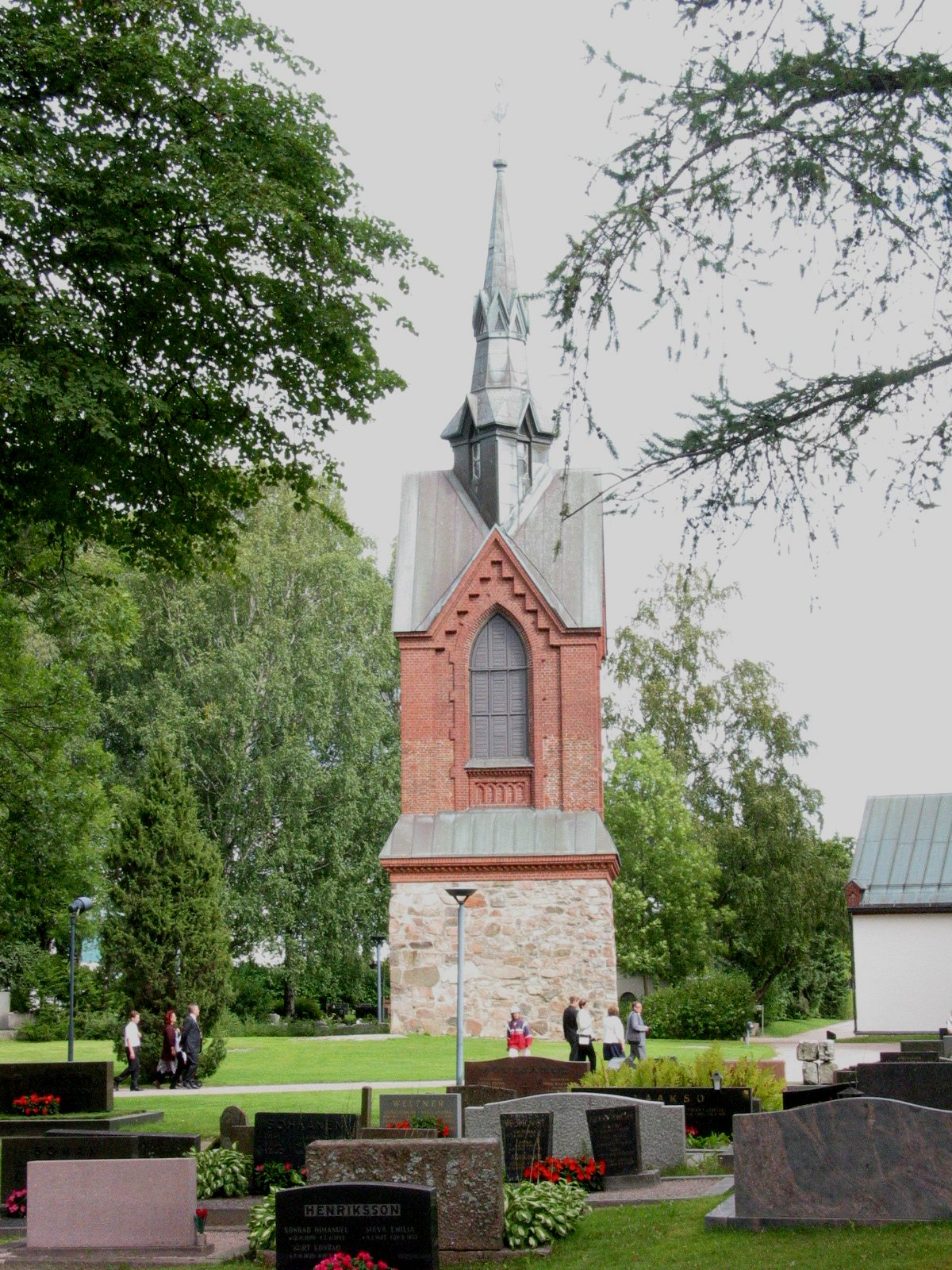
Cemitério com o campanário ao fundo
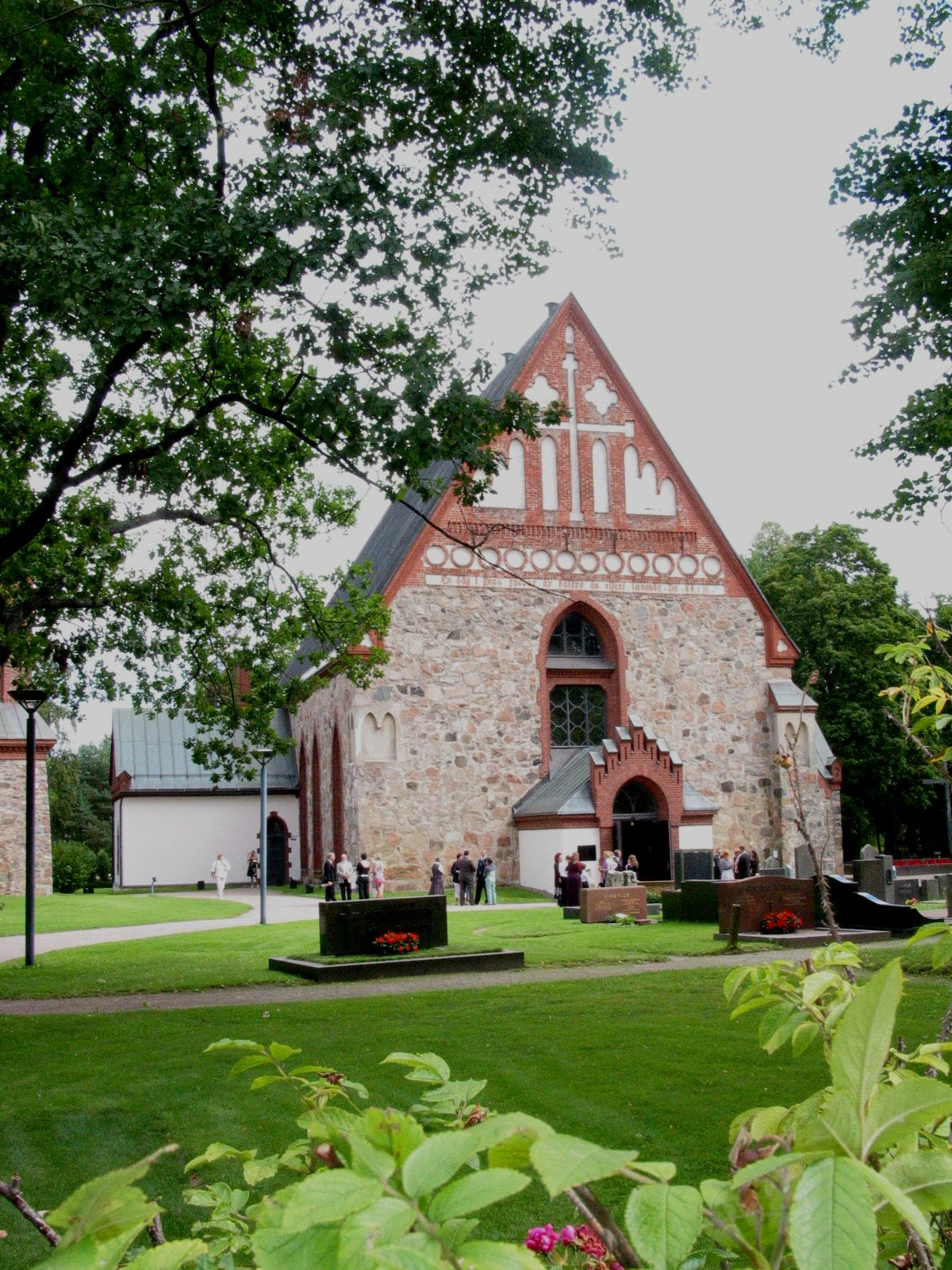
Túmulos em frente do pórtico da igreja
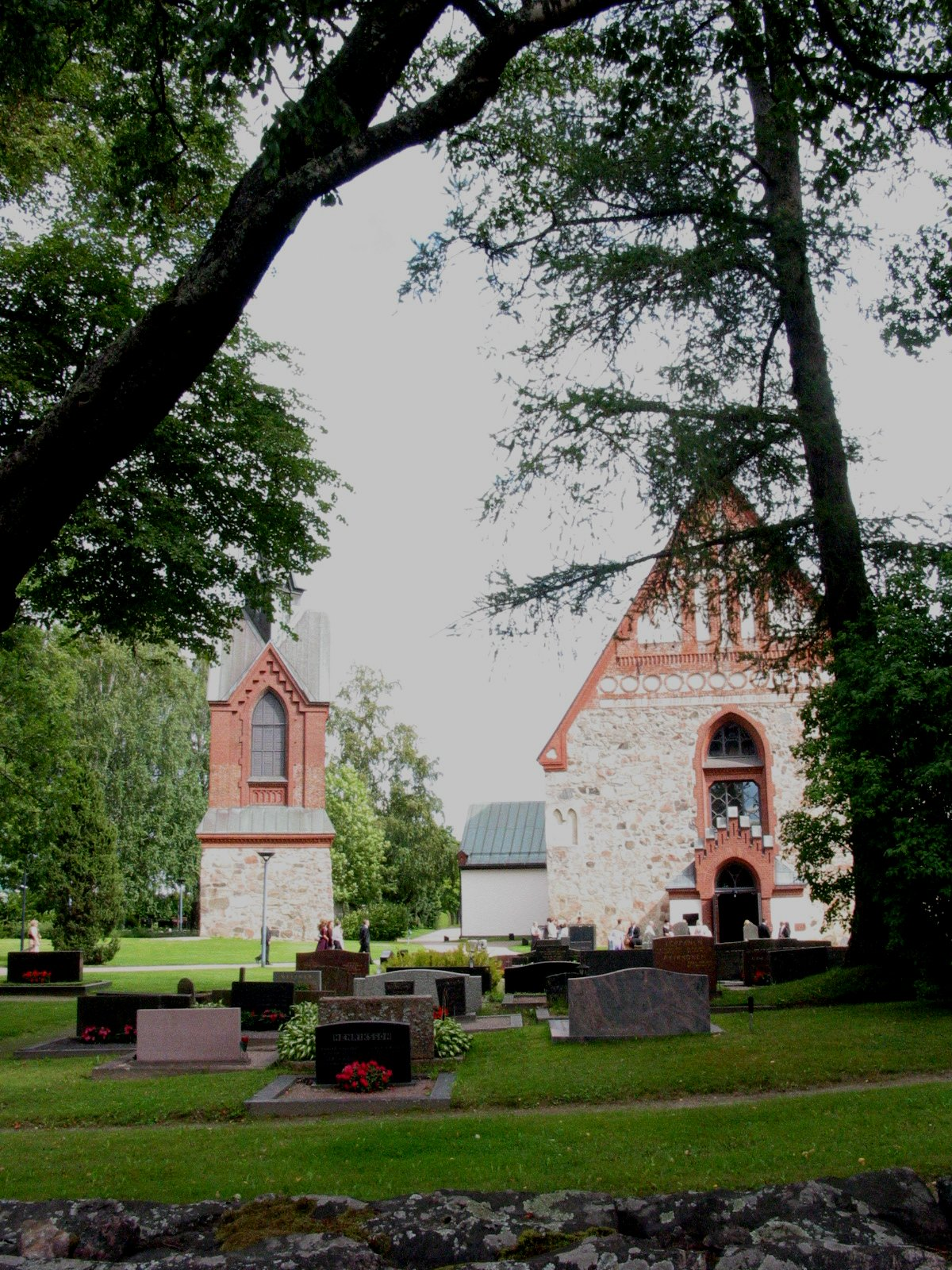
Vista parcial do cemitério

## Capela de São Lourenço

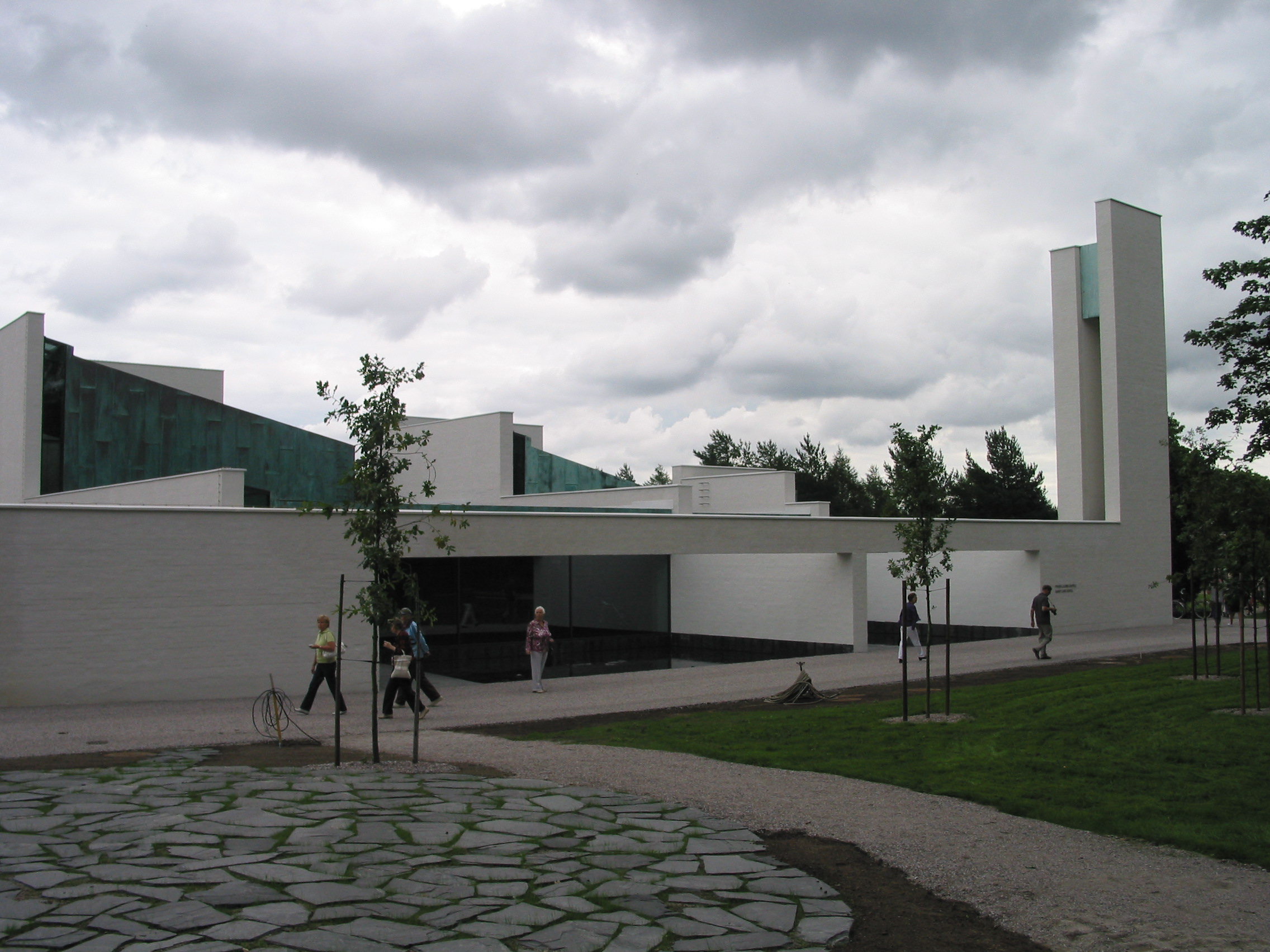
Capela de São Lourenço

A capela da igreja de São Lourenço é um edifício conectado ao cemitério construído principalmente para funerais. Além disso, ela é um dos locais de concertos mais populares. Outras celebrações familiares, como batismos e casamentos, também podem ser realizadas lá. Foi concluída no verão de 2010 e projetada pelos arquitetos Ville Hara e Anu Puustinen. Os arquitetos também projetaram os móveis e artefatos.
A obra do escultor Pertti Kukkonen, "O Caminho da Cruz" (Ristin tie), no grande salão da capela, consiste em luzes ocultas em uma parede de tijolos e relevos feitos de barro em diferentes tamanhos. O trabalho em vidro do artista Pekka Jylhä, "Alma" (Sielu) está na escada da capela; na sala de velório do falecido, no porão, fica a obra "Luto" (Suru), onde os cristais pendurados no teto formam uma corrente de contas em forma de lágrima. O órgão mecânico foi introduzido na capela no inverno de 2012.
A capela tem uma sala de entrega de urnas, onde as cinzas do cadáver cremado são entregues a parentes para o enterro. Existem compartimentos em forma de catacumbas na parede da sala para que as urnas sejam depositadas.